# Сант'Агата (Пескара)
Сант'Агата (итал. Sant'Agata) је насеље у Италији у округу Пескара, региону Абруцо.
Према процени из 2011. у насељу је живело 332 становника. Насеље се налази на надморској висини од 99 м.